# Riksväg 72
Riksväg 72 går från Sala via Heby till Uppsala. Delen närmast Sala delar den med Riksväg 56 som svänger av mot Gävle strax innan Heby. I Uppsala delar den sträckning med Riksväg 55 (värdväg) fram till E4. Längs stora delar av sträckan går vägen parallellt med Dalabanan mellan Sala och Uppsala.

## Standard
Vägen är vanlig landsväg. Sträckan Sala–Heby har bredare vägrenar, medan sträckan Heby–Uppsala har smala vägrenar. Vägen går rakt genom tätorterna Sala, Heby, Morgongåva, Vittinge och Järlåsa. Vid Vänge drogs vägen om under senare delen av 1990-talet så att den går söder om samhället.

## Planer
Gång- och cykelväg ska byggas längs med vägen på sträckan Morgongåva–Vittinge, planerad byggstart 2023.
I och med att man bygger ut väg 56 till 2+1 väg på sträckan Västerås–Tärnsjö så berörs även väg 72 av dessa planer på sträckan Sala–Heby. Hastigheten kommer att höjas till 100 km/h och en gång- och cykelväg kommer att byggas längs med hela sträckan. Tidigaste byggstart är 2024.

## Historia
Från 1940-talet och fram till år 1962 hette vägen Sala–Uppsala länsväg 265.
Vägen Heby–Uppsala följer i huvudsak samma vägsträckning som åtminstone på 1940-talet. 
Vägen Sala–Heby är byggd på 1960-talet

## Anslutande vägar och korsningar
|  | Nr | Namn         | Skyltning                  |
|  | -- | ------------ | -------------------------- |
|  |    | i Sala       | Sala C; Västerås           |
|  |    | i Heby       | Gävle                      |
|  |    | i Heby       | Enköping                   |
|  |    | nära Uppsala | Strängnäs Enköping Uppsala |